# Atto di Supremazia
L'Atto di Supremazia, nell'originale inglese "Act of Supremacy", fu un provvedimento legislativo inglese
che conferì al  re Enrico VIII d'Inghilterra la Supremazia Regale, il che significa che egli ottenne il titolo di capo supremo della Chiesa d'Inghilterra, che è ancora oggi appannaggio dell'autorità legale del Sovrano del Regno Unito. La Supremazia Regale è specificatamente usata per indicare la sovranità giuridica delle leggi civili sulle leggi della Chiesa in Inghilterra.

## Primo Atto di Supremazia (1534)

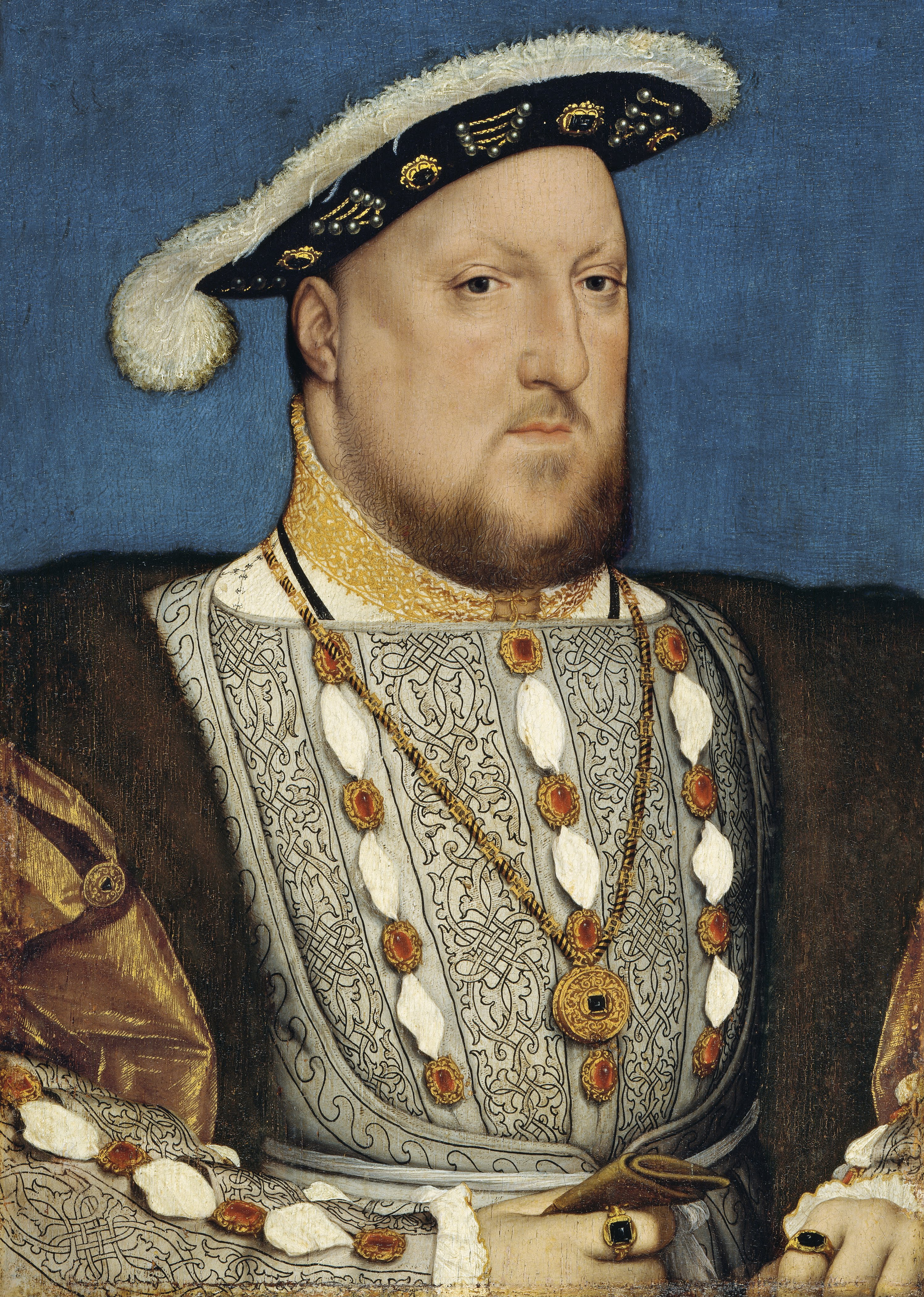
Enrico VIII d'Inghilterra ritratto da Hans Holbein il Giovane (circa 1537)

Il primo Atto di Supremazia del 3 novembre 1534 (26 Hen. VIII c. 1) fu un Atto del Parlamento d'Inghilterra, emanato sotto Enrico VIII, nel quale si dichiarava che egli era "l'unico capo supremo sulla terra della Chiesa in Inghilterra" e che la corona inglese avrebbe goduto di "tutti gli onori, le dignità, le superiorità, le giurisdizioni, i privilegi, le autorità, le immunità, i profitti, e i beni derivanti dalla suddetta dignità." Il testo dell'Atto mise in chiaro che tale titolo non era una concessione fatta al re da parte del Parlamento (lasciando così intendere che in seguito i parlamentari avrebbero avuto il diritto di ritirarlo), ma che la Supremazia Regale era il riconoscimento di un dato di fatto. Con l'Atto di Supremazia, Enrico VIII ufficializzò la separazione definitiva dalla Chiesa di Roma, affermando l'indipendenza della Ecclesia Anglicana (la Chiesa anglicana). Il sovrano non modificò la gerarchia ecclesiastica, ma stabilì che egli stesso e i suoi successori sarebbero stati governatori supremi della Chiesa d'Inghilterra. Inoltre, l'Atto di Supremazia permise lo scioglimento dei monasteri cattolici e l'espropriazione dei territori storicamente di proprietà papale, i quali furono successivamente venduti alla borghesia. In precedenza, nel 1521, Enrico VIII era stato dichiarato "Difensore della Fede" (Fidei Defensor) da papa Leone X, a causa di un suo pamphlet in cui accusava Martin Lutero di eresia, ma il titolo fu in seguito revocato da papa Paolo III. Quindi fu poi il Parlamento stesso a conferire al re questo titolo nel 1544.
L'Atto del 1534 è spesso considerato l'inizio della Riforma anglicana, sebbene altre fonti suggeriscano che essa fosse già in fermento da più di un secolo. Le ragioni che portarono alla redazione di questo Atto furono varie, ma prima fra tutte va annoverata la necessità di Enrico VIII di ottenere l'annullamento del suo matrimonio con Caterina d'Aragona, in quanto ella non gli aveva dato un erede maschio (ma anche a causa dei presunti dubbi del re sulla legittimità del suo matrimonio con la moglie del suo defunto fratello, Arturo Tudor). Nonostante che in alcuni casi i papi accettassero di annullare un matrimonio, soprattutto tra i re, papa Clemente VII si rifiutò di concedere l'annullamento a Enrico VIII a motivo della parentela di Caterina con l'Imperatore del Sacro Romano Impero, Carlo V, poiché questo fatto avrebbe rovinato i rapporti del papa con la corona spagnola, stretta alleata del papato, e per la paura causata dal Sacco di Roma del 1527 a opera dei lanzichenecchi al soldo dello stesso Carlo V. In seguito fu approvato l'Atto sui Tradimenti: esso stabiliva che rinnegare l'Atto di Supremazia e privare il re della sua "dignità, titolo, o nome" era da considerarsi tradimento. Il più famoso personaggio politico che si oppose all'Atto sui Tradimenti fu Tommaso Moro.
Questo Atto fu abrogato nel 1554 dalla figlia maggiore di Enrico VIII, la regina Maria I d'Inghilterra.

## Secondo Atto di Supremazia (1559)[7]

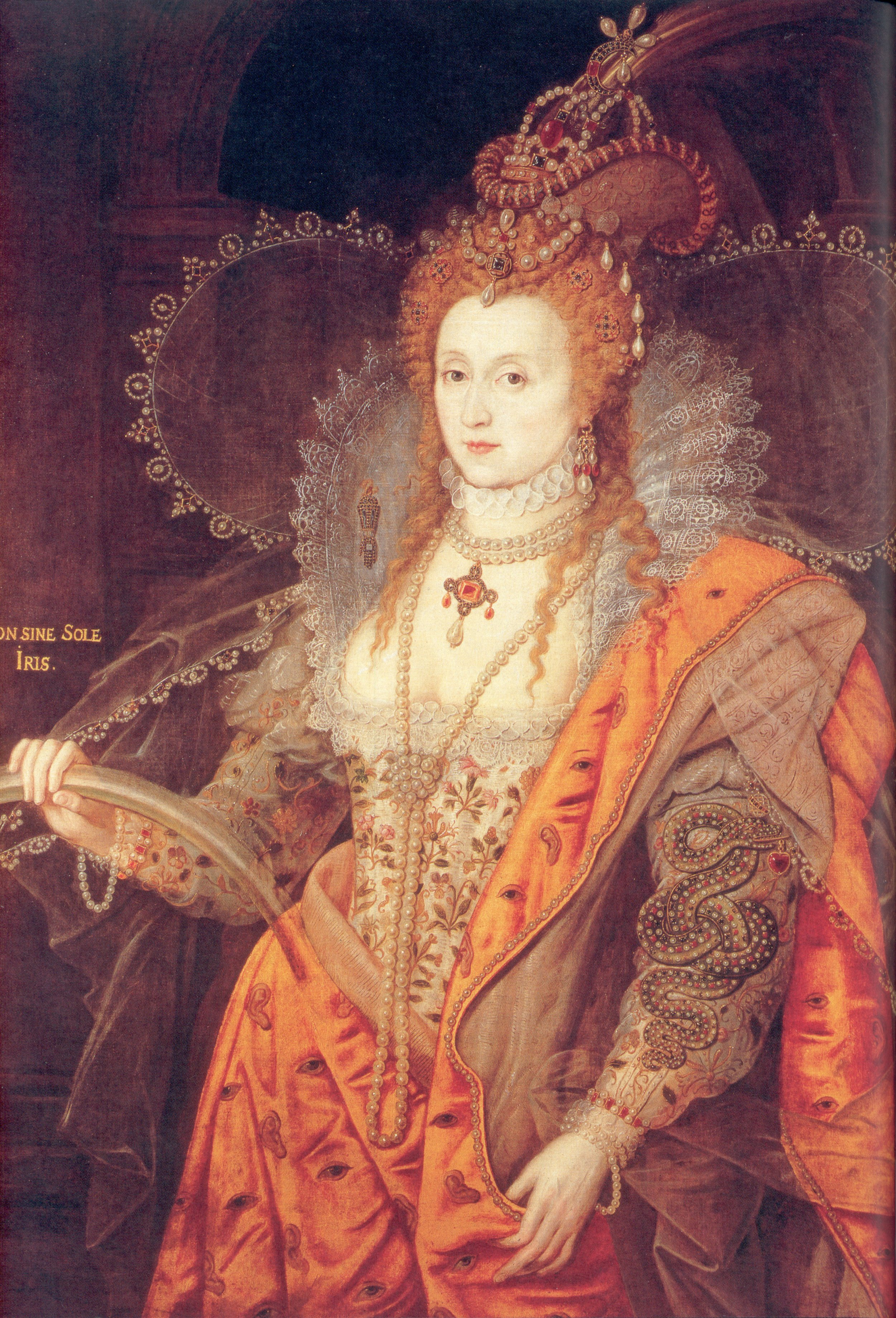
Ritratto con l'arcobaleno di Elisabetta I d'Inghilterra dipinto da Isaac Oliver (circa 1600)

L'Atto di Supremazia del 1534 fu abrogato nel 1554 durante il regno della figlia di Enrico VIII, Maria I, fervente sostenitrice del Cattolicesimo, ma fu reintrodotto dalla sorellastra di Maria, Elisabetta I, di fede protestante, subito dopo la sua ascesa al trono. Elisabetta si dichiarò Governatore Supremo della Chiesa d'Inghilterra e istituì il Giuramento di Supremazia, con il quale si richiedeva a chiunque avesse occupato posizioni negli uffici pubblici o nella Chiesa di giurare lealtà al monarca come capo della Chiesa e dello Stato. Chiunque avesse rifiutato di prestare giuramento sarebbe stato accusato di tradimento. L'uso del termine Governatore Supremo, e non Capo Supremo, tranquillizzò i cattolici e quei protestanti preoccupati della presenza di un leader donna nella Chiesa d'Inghilterra. Elisabetta, che era un'abile donna di potere, non fece processare i laici non conformisti, o coloro che non seguivano le regole stabilite dalla Chiesa d'Inghilterra, ma mise sotto accusa coloro le cui azioni destabilizzavano direttamente l'autorità del monarca inglese, come era successo nella controversia dei paramenti.
Il consolidamento della Chiesa e dello Stato sotto la Supremazia Regale, come decretato dai Tudor, accese diversi conflitti politici e religiosi nei secoli successivi. Questi conflitti, insieme con altre simili lotte in Europa, sono una delle ragioni per cui attualmente vige una separazione costituzionale tra Stato e Chiesa in molti sistemi giuridici. Nel Regno Unito, tuttavia, lo Stato, inteso come la Corona, occupa ancora un ruolo significativo nella perseverante Chiesa d'Inghilterra.